# 拘禁刑
拘禁刑（こうきんけい）とは、自由刑であり身柄の拘禁を内容とする刑。

## 概要
「拘禁刑」は、日本、アメリカ合衆国、イギリス、フランスなど自由刑に区分を設けない法制度でのその単一の刑種の表現に用いられ、アメリカ合衆国の自由刑であるImprisonmentやイギリスの自由刑であるCustodial Sentenceなどの刑が公的な資料などで「拘禁刑」と訳される。
これらの自由刑には刑務作業が定められている場合もあるが、日本の従前の懲役刑が刑務作業を刑罰の内容としていたのとは異なり、刑務作業を刑罰の内容として位置づけているわけではない。

## 日本の拘禁刑
従前、日本における自由刑は作業義務のある懲役、作業義務のない禁錮（1ヶ月以上）・拘留（30日未満）というように作業義務の有無により刑罰が区分されていたが、2021年12月に法務省が日本の刑罰に拘禁刑を導入し、従来の懲役刑・禁錮刑を一元化する方針であると報道され、2022年3月8日に、拘禁刑への一元化を含む刑法改正案が閣議決定。同6月13日に参議院本会議で可決。2023年11月7日、拘禁刑導入に係る部分の施行日を2025年6月1日とする政令が閣議決定。2025年6月1日、施行された。なお、施行日時点で既に収容中の者や施行日より前になされた犯罪については従来の懲役刑、禁錮刑が適用されるものの、拘禁刑と同一の処遇がなされる。
拘禁刑の導入によって、懲役受刑者に科されていた木工や洋裁といった刑務作業が義務でなくなり、立ち直りに向けた指導・教育に多くの時間をかけることが可能になるほか、増加する高齢受刑者のリハビリや若年受刑者の更生指導を手厚くできるようになるとされている。

### 分類
拘禁刑は、有期拘禁刑と無期拘禁刑に分類され、有期拘禁刑は原則として1か月以上20年以下の期間が指定される（同法12条1項）。ただし、併合罪などにより刑を加重する場合には最長30年、減軽する場合は1か月未満の期間を指定できる（同法14条2項）。

### 適用
ある条文において「2年以上の有期拘禁刑に処する」と刑の短期のみが規定されている場合には、裁判所は、原則として「2年以上20年以下」（加重した場合は30年以下）の範囲内で量刑を行うこととなる。
3年以下の拘禁刑を言い渡す場合においては、情状によって、その刑の全部または一部の執行を猶予できる（執行猶予）。
そこで、しばしば実刑判決を必ずさせるための立法技術として、拘禁刑の短期を5年や7年に設定する場合がある。法律上の減軽の適用が無い通常の事例において、短期を5年とすると酌量減軽（同法66条）を適用しない限り、7年とすると酌量減軽を適用しても執行猶予を法律上適用できなくなる。
短期を7年とした犯罪としては、強盗・不同意性交等罪がある（かつては、強盗致傷罪も7年だったが、酷であるとして6年に引き下げられ、酌量減軽による執行猶予の適用が可能となった）。短期を5年とした犯罪には、殺人罪などがある。

### 刑務作業
刑務作業には炊事・洗濯など刑務所運営のための作業である経理作業と、公益財団法人矯正協会が国に材料を提供し靴・家具などを作らせたり、民間企業と刑務作業契約をして民間企業の製品を作らせたりする生産作業の2種類がある。
刑務作業は景気の変動に左右されやすく、不況になると民間企業からの受注が減り、作業を満足に実施できないことがある。

### 矯正処遇
個々の受刑者の特性に応じたきめ細かな処遇の実現により、効果的な改善更生と円滑な社会復帰を図ることを目的として、全国の刑務所に「一般処遇課程」「若年処遇課程」「外国人処遇課程」「依存症回復処遇課程」「高齢福祉課程」「福祉的支援課程」など24の処遇課程が新設された。また、「農業ビジネスコース」「ものづくり人材養成クラス」「教科指導集中処遇コース」などの特別コースも設られている。

### 批判
短期の拘禁刑（6か月程度）では、受刑者に施設内処遇者というレッテルを貼られることによるデメリットが、服役期間中の教育効果を上回るのではないかともいわれており、出所後の再犯率が高いことから教育刑としての効果が認められないのではないかとの指摘もある。また、雑居房で収容される刑務所が多いことから、犯罪者同士の交流を誘発（悪風感染）して教育上逆効果になるという指摘もある。
元・刑務官の坂本敏夫も1965年（昭和40年）頃、受刑者が一般の工場で働く構外作業が廃止されたことを例に挙げ、責任回避のために事故を起こさないことが刑務官の目標となり、受刑者は技術を身につけられず、社会復帰ができなくなったと指摘している。

### 仮釈放

#### 仮釈放の許可基準
仮釈放が許可されるための条件については、刑法28条が「改悛の状があるときは、有期刑についてはその刑期の3分の1を、無期刑については10年を経過した後、行政官庁の処分によって仮に釈放することができる。」と規定している。
仮釈放は法務省管轄の地方更生保護委員会の審理によってなされ、そこで「許可相当」と判断された場合に初めて受刑者の仮釈放が行われるものであって、全ての受刑者に仮釈放の「可能性」はあっても、将来的な仮釈放の「保証」はされていない。
2018年（平成30年）に刑務所から出所した者のうち、仮釈放によるものは58.5%、刑期満了によるものは41.5%である。
現実の運用上は、刑法28条が定めるような短期間（刑期の3分の1）での仮釈放はない。有期刑では、仮釈放を許された者のうち、刑期の8割以上服役した割合は、1988年（昭和63年）には54.6%であったが、2018年（平成30年）には79.0%となっており、仮釈放までの期間が長期化している。

### 刑務所で作られた製品

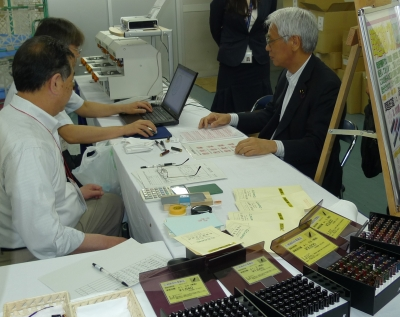
全国刑務所作業製品展（全国矯正展）に出展された津軽塗印鑑（手前）と購入する法務副大臣小川敏夫（奥右）

刑務所において製作された製品は、「キャピック展」（「矯正展」とも呼ばれる）において展示即売がなされる（キャピックとは、「矯正協会刑務作業協力事業」―Correctional Association Prison Industry Co-operationの略である）。

## 無期拘禁刑

### 概念
「無期拘禁刑」とは刑期の終わりがなく、一生涯にわたって続く拘禁刑を意味する。すなわち、刑期の上限をあらかじめ定めないが将来的な刑の終了が想定されている絶対的不定期刑とは異なり、無期拘禁刑では刑の終了は想定されていない。
死刑に次ぐ重さの刑罰で、死刑廃止国では基本的に最も重い刑罰となっている。有期拘禁刑となる犯罪よりも罪を問われる犯罪をした者に科される刑罰であり、「法令用語日英標準対訳辞書」の英語では「Life imprisonment」との語が充てられている。
なお、仮釈放制度との関係で「無期刑」と「終身刑」の関係について、「仮釈放(制度)があるものを無期刑」、「仮釈放(制度)がないものを終身刑」として区別する立場の者もいるが、国際的には無期刑と終身刑は概念的には同一の刑罰であり、仮釈放の有無によって区別されないとする整理のほうが誤解を生じにくい。この理由としては、英語のlife imprisonmentやドイツ語のlebenslange Freiheistsstrafeや中国語の无期徒刑などの例があり、各国の法制度によって仮釈放の可能性のあるもの（相対的無期刑、相対的終身刑）とないもの（重無期刑、絶対的無期刑、絶対的終身刑）があることに加えて、刑の性格と刑期途中の条件付釈放である仮釈放制度は本来別個の独立した概念であるからである
。

### 諸外国における法制
各国の刑法典や仮釈放法典を見れば、多くの国において無期刑(終身刑)の受刑者には仮釈放の可能性が認められており、ドイツ刑法57条a、オーストリア刑法46条5項は15年、フランス刑法132-23条は18年、ルーマニア刑法55条1項は20年、ポーランド刑法78条3項、ロシア刑法79条5項、カナダ刑法745条1項、大韓民国刑法72条1項、台湾刑法77条は25年、イタリア刑法176条は26年の経過によってそれぞれ仮釈放の可能性を認めている。一方でアメリカや中国などにおいては絶対的無期刑(絶対的終身刑)が存在している。これら諸外国の状況について、法務省は国会答弁や比較法資料において、「諸外国を見ると、仮釈放のない無期刑を採用している国は比較的少数にとどまっている」とかねてから説明してきたが、この事実は現在でもあまり周知されていない状況にある。また、絶対的無期刑(絶対的終身刑)を採用している国でも、再審査や減刑、恩赦等の余地を残している場合が多い。なお、児童の権利に関する条約により、犯行時に18歳未満であった場合は絶対的無期刑(絶対的終身刑)は禁止となっている。

### 日本
刑法28条では無期拘禁刑の受刑者にも仮釈放（刑期の途中において一定の条件下で釈放する制度）によって社会に復帰できる可能性を認めており、同法の規定上10年を経過すればその可能性が認められる、つまり一生という刑期の途中で社会復帰ができる可能性がある点で、現行法制度に存在する無期拘禁刑は相対的無期刑であり、絶対的無期刑とは異なる。「仮釈放による社会復帰の可能性が全くない無期拘禁刑」は日本の法制度には存在しない。

#### 在所受刑者数
2023年（令和5年）末現在、無期刑が確定し刑事施設に拘禁されている者の総数は1,669人である。

#### 仮釈放中の処遇
日本では、仮釈放中の者は残りの刑の期間について保護観察に付される残刑期間主義が採られており、無期拘禁刑の受刑者は、終生受刑者としての身分を保持するので、仮釈放が認められた場合でも、恩赦などの措置がない限りは一生涯観察処分となり、更生保護法で定められた遵守事項を守らなかったり、罪を犯したりした場合には、仮釈放が取り消されて刑務所に戻されることとなる。ただし、18歳未満のときに無期拘禁刑の言渡しを受けた者については、仮釈放を許された後、それが取り消されることなく無事に10年を経過すれば、少年法59条の規定により刑は終了したものとされる考試期間主義が採られている。

#### 仮釈放の運用状況
昭和時代においては、十数年で仮釈放を許可された例が相当数存在していたが、平成に入ったころから次第に運用状況に変化が見られ、2003～2006年では仮釈放を許可された者の中で刑事施設に在所していた期間が最短の者で20年超え25年以内であった。2008年～2010年は最短の者で25年超え30年以内となり、2011年以降は2014年を除いて、最短の者が30年超え35年以内となっている。
それに伴って、仮釈放を許可された者における在所期間の平均も、1980年代までは15年-18年であったものの、1990年代から20年、23年と次第に伸長していき、2004年には25年を超えていった。そして2007年以降は2008年を除いて、現在までのところ一貫して30年を超え、近年では2022年が45年3ヶ月、2023年が37年4ヶ月となっている。
また、本人の諸状況から、仮釈放が認められず、40年を超える期間刑事施設に在所し続けている受刑者や刑務所内で死を迎える受刑者も存在しており、2022年（令和4年）12月31日現在では刑事施設在所期間が40年以上となる者は86人(うち10人は50年以上)、また2013年（平成25年）から2022年（令和4年）までの刑事施設内死亡者（いわゆる獄死者）は260人となっている。
なお、2005年の刑法改正で有期刑の上限が30年に引き上げられたこととの関係について、30年の有期刑にも最短で10年経過後から仮釈放の可能性があるため無期刑受刑者を30年以内で仮釈放しても矛盾は生じないものの、国民に分かりやすくするためにも30年の有期刑の満期より早くは仮釈放しない方針のようである。

#### 記録
2019年に仮釈放された者の中に、仮釈放審査による判断時の在所年数が61年になる者がおり、同様に2022年には仮釈放された者の中にも判断時の在所期間が63年9月となる者が2人存在した。これらは仮釈放された者の中では最長の記録である。他方、仮釈放審理で不許可になった者の記録を見ると、2021年の審理判断時点で在所65年0月の受刑者が存在し、現在確認できる最長服役記録はこちらの受刑者である。

#### 仮釈放の許可基準
仮釈放が許可されるための条件については、刑法28条が「改悛の状があるとき」と規定しており、この「改悛の状があるとき」とは、単に反省の弁を述べているといった状態のみを指すわけではなく、法務省令である「犯罪をした者及び非行のある少年に対する社会内における処遇に関する規則」28条の基準を満たす状態を指すものとされており、そこでは「仮釈放を許す処分は、悔悟の情及び改善更生の意欲があり、再び犯罪をするおそれがなく、かつ、保護観察に付することが改善更生のために相当であると認めるときにするものとする。ただし、社会の感情がこれを是認すると認められないときは、この限りでない」と規定されている。
さらに詳細な規定として「悔悟の情」「改善更生の意欲」「再び犯罪をするおそれ」「保護観察に付することが改善更生のために相当」「社会の感情」について、以下のような事項を考慮して判断すべき旨が通達により定められている。
1. 「悔悟の情」については、受刑者自身の発言や文章のみで判断しないこととされている。
2. 「改善更生の意欲」については、被害者等に対する慰謝の措置の有無やその内容、その措置の計画や準備の有無、刑事施設における処遇への取組の状況、 反則行為等の有無や内容、その他の刑事施設での生活態度、釈放後の生活の計画の有無や内容などから判断するとされる。
3. 「再び犯罪をするおそれ」は、性格や年齢，犯罪の罪質や動機、態様、社会に与えた影響、釈放後の生活環境などから判断することとされる。
4. 「保護観察に付することが改善更生のために相当」については、悔悟の情及び改善更生の意欲があり、再び犯罪をするおそれがないと認められる者について、総合的かつ最終的に相当であるかどうかを判断することとされる。
5. 「社会の感情」については、被害者等の感情、収容期間、検察官等から表明されている意見などから判断することとされる。

また、2008年より仮釈放の審理にあたっては、運用・審理の透明性の観点から、検察官の意見照会を義務化、刑執行開始後30年を経過した時点において必要的に仮釈放審理（刑事施設の長の申出によらない国の権限での仮釈放審理）の実施、および被害者の意見聴取の義務化という4つの方針が採られている。
実際の運用では2014年～2023年の間までに、仮釈放の審査で仮釈放が許された無期刑受刑者は、審査された無期刑受刑者全体の約21.0%である。特に、仮釈放に対する検察官の意見と懲罰回数により仮釈放になるかどうかで左右されている。前者は反対の場合、仮釈放になる確率が2割に満たないのに対して、反対でない場合は6割程度が仮釈放される。検察官の意見が「反対でない」と判断された仮釈放審査対象となった無期刑受刑者は全体で約15.6%（385人中60人）である。後者は懲罰回数が無しの場合は、約41.4%が仮釈放となるが、懲罰回数が増えるにつれ低下していき、5回を超えた場合は2割に満たなくなり、20回を超えると0%である

## 外国の拘禁刑

### アメリカ合衆国
アメリカ合衆国の拘禁刑は刑務作業を内容とするものではないが、連邦規則では身体的及び精神的に可能な既決被収容者には作業が割り当てられる。ただし、拘禁刑の内容は州により異なる。

#### ニューヨーク州
ニューヨーク州では自由刑としてImprisonment（拘禁刑）が設けられている。重罪には無期刑(終身刑)又は有期刑（1年～25年）、軽罪には原則1年以下の刑期となっている。行刑法では社会化と更生に最も資すると考えられる教育プログラムを受けることになっている。拘禁刑により州の矯正施設に収容されている肉体的に支障のない受刑者は、日曜及び祝日を除いて、毎日8時間を越えない範囲で作業に従事させることができる（作業義務が科せられているわけではない）。作業は当該施設や州の機関のための生産または職業訓練や職業指導を目的として実施される。

#### カリフォルニア州
カリフォルニア州では受刑者に作業義務を科しているが、この課業には行刑規則に定められた刑務作業だけでなく、教育、治療プログラム等も含まれる。
アメリカ合衆国カリフォルニア州の一部刑務所の刑務作業のメニューには、山林火災の消火作業がある。2017年に発生した山林火災の際には、500人以上が消火作業に当たった。報酬は、時給1ドルであり、プロの消防士の最低額17ドルと比べてわずかな額ではあるが、カリフォルニア州の刑務所の刑務作業の中では最高額の報酬となっている。

### イギリス
イギリスでは自由刑としてCustodial Sentence（拘禁刑）が設けられている。イギリスの拘禁刑も刑務作業を刑罰の内容とするものではないが、行刑法令では既決被収容者は作業に就くよう要求される。ただし、全刑務所で教育の提供が義務付けられており、一定の場合には通常作業に割り当てるべき時間帯が教育に当てられる。

### フランス
フランスの拘禁刑では受刑者に作業義務はないが、刑務所長等から提案された活動（作業、職業訓練、情報、教育、文化、社会文化、スポーツ及び身体的な活動）の少なくとも一つに参加する義務を負う。刑事訴訟法により施設長の許可を得れば作業に従事できる。作業及び職業訓練等に従事した活動は受刑者の社会復帰や行状の評価の判断の際に考慮される。

### ドイツ
ドイツでは自由刑としてFreiheitsstrafe（拘禁刑）が設けられている。無期刑(終身刑)と有期刑（1月～15年）がある。
ドイツの拘禁刑も刑務作業を刑罰の内容とするものではないが、行刑法令で受刑者は作業または労作を行うこととされている。受刑者には原則年に3ヶ月まで施設内の補助活動への就業を義務付けることができる。作業義務は65歳以上の者及び就業禁止期間中の妊産婦については免除される。